# X Всемирный фестиваль молодёжи и студентов
X Всемирный фестиваль молодёжи и студентов проходил с 28 июля по 5 августа 1973 года в Берлине, столице Германской Демократической Республики.

## Девиз
Под девизом: «За солидарность, мир и антиимпериалистическую дружбу» в Восточном Берлине, в ГДР, собралось 30 000 молодых людей, представляющих 140 стран.

## Гости
Среди почётных гостей фестиваля были Анджела Дэвис, член ЦК Коммунистической партии США, советский космонавт Валентина Терешкова, первая женщина в космосе, лидер Организации освобождения Палестины (ООП) Ясир Арафат.

## Участие Турции
Молодёжь Турции была представлена на фестивале через историческую Коммунистическую партию Турции (КПТ) с большей делегацией, чем в предыдущие годы. КПТ начала быстро увеличивать число своих членов в 1960-х годах за счёт организаций студентов и рабочих-мигрантов, присутствующих в странах Западной Европы.